# Англо-Египетский Судан

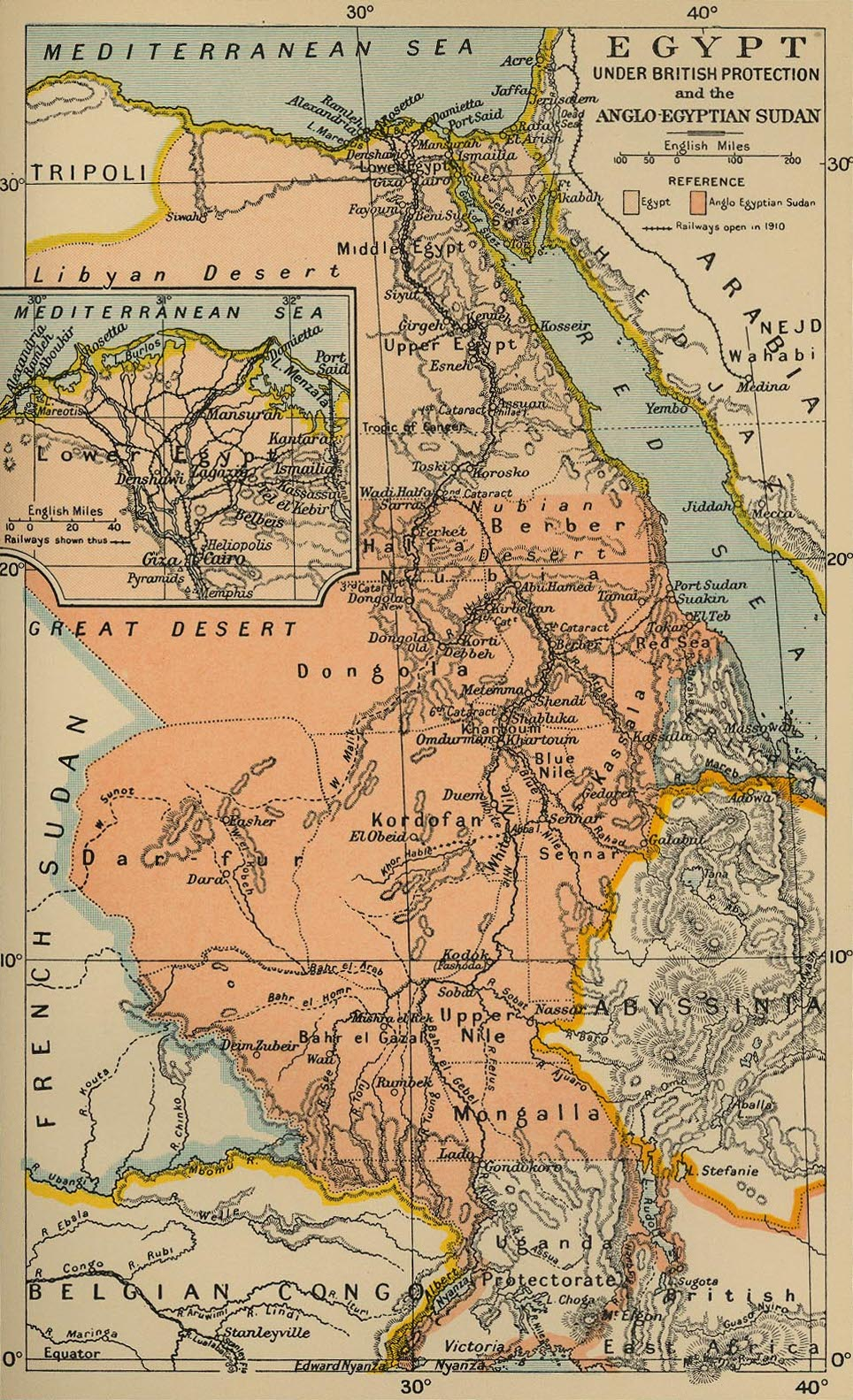
Египет под британской оккупацией и Англо-Египетский Судан

Англо-Египетский Судан — кондоминиум Египта и Великобритании с 1899 по 1956 годы.

## Союз с Египтом
В 1820 году вали Мухаммед Али Египетский завоевал северный Судан. Этот регион давно имел языковые, культурные, религиозные и экономические сходства и связи с Египтом и часто попадал под египетское правление со времён фараонов. Мухаммед Али активно пытался расширить свою власть, чтобы выйти из состава Османской империи и хотел сделать Судан своим владением. Во время господства его и его преемников Египет и Судан управлялись как единое целое, для того чтобы сохранить «единство в долине Нила». Эта политика была сохранена и усилена прежде всего Исмаилом-пашой, во время правления которого было завоёвано большинство оставшейся части Судана.

### Британское участие
С открытием Суэцкого канала в 1869 году экономические и стратегические значения Египта и Судана значительно выросли, что привлекло внимание великих держав, в частности Великобритании. Десять лет спустя, в 1879 году, огромный внешний долг правительства Исмаила-паши послужил поводом для снятия его с должности и становления главой государства Тауфика. Возвышение Тауфика руками иностранных государств возмущало египетских и суданских националистов, которые негодовали на всё больше увеличивающееся влияние европейских правительств и торговцев в делах страны. В конечном счёте дошло до восстания Араби-паши. Тауфик обратился за помощью к Великобритании. Британцы атаковали крупный порт Александрия, а затем вторглись в страну. Британские силы свергли правительство Араби-паши и продолжили завоёвывать остальную часть Египта и Судана в 1882 году. Несмотря на то, что власть Тауфика была восстановлена, британцы на самом деле всё больше участвовали в египетских и суданских делах.

### Восстание махдистов
Согласие Тауфика на британскую оккупацию не могли терпеть по всему Египту и Судану. Большая часть британских войск была сосредоточена на севере Египта, в том числе в Александрии, Каире и на Суэцком канале. Но в Судане находилось мало войск, и в итоге там вспыхнуло восстание. Его главой был Мухаммад Ахмад, объявивший себя махди. Восстание было и политическим, и религиозным. Он хотел изгнать англичан, свергнуть установившуюся монархию и поставить исламское правительство. Хоть Мухаммад Ахмад являлся прежде всего суданским националистом, он привлёк на свою сторону египтян и захватил Тауфика и британцев. Восстание достигло максимума во время захвата Хартума и смерти британского генерала Чарльза Джорджа Гордона в 1885 году. Силы Тауфика и Великобритании были вынуждены уйти из почти всего Судана, и Мухаммед Ахмед установил теократическое государство.
Религиозное правительство Мухаммеда ввело традиционные исламские нормы и подчеркнуло, что надо продолжать военные действия, пока все британцы не изгнаны из Судана и Египта. Несмотря на то, что он умер спустя шесть месяце после взятия Хартума, призыв Мухаммеда был поддержан его преемником, Абдаллахом ибн аль-Саидом, который вторгся в Эфиопию в 1887 году, дойдя до Гондэра и остальной части северного Судана и Египта в 1889 году. Это вторжение было остановлено Тауфиком, и военные силы были выведены из Эфиопии.

## Англо-египетский кондоминиум 1899—1956

Флаг генерал-губернатора

После поражений махдистов сын Тауфика, Аббас II Хильми и британцы решили восстановить контроль над Суданом. Командуя объединённой англо-египетской армией, Г. Китченер провёл военные кампании с 1896 по 1898 годы. Кульминацией кампании Китченера стало сражение  при Омдурмане. Учитывая, что британское влияние в Египте официально считалось консультативным (хотя на самом деле Британия осуществляла прямое управление), британцы настояли, чтобы их роль в Судане была закреплена формально. Поэтому в 1899 году было принято соглашение, по которому главой Судана стал египетский генерал, его назначение было согласовано с Великобританией. Но на самом деле британцы не любили египетских и суданских националистов, поэтому Судан был фактически колонией Британской империи. Следуя политике «разделяй и властвуй», британцы хотели полностью остановить процесс объединения долины Нила, начатый при Мухаммеде Али Египетском, и не допустить дальнейшего объединения территорий.
Эта политика была применена в пределах Судана. В 1924 году эта территория разделилась фактически на две части: мусульманский север, где преобладал арабский язык, и анимистско-христианский юг, где преобладал английский язык. В 1910 году к Судану была присоединена территория Анклава Ладо.
Из-за длительной британской оккупации в Египте всё больше нарастало негодование. Египетская власть хотела создать равноправное объединённое государство Египта и Судана. После формального конца османского правления в Египте в 1914 году Хусейн Камиль объявил себя султаном Египта и Судана, как и его брат Ахмед Фуад I, правивший после него. Настойчивость в создании объединённого государства проявилась ещё раз, когда государство было переименовано в Королевство Египта и Судана, но британцы по-прежнему противились этому.
Отказ правительства в Каире на полное британское занятие Судана привёл к появлению организаций, стремившихся к независимости самого Судана. Первой ласточкой явилась образованная в 1924 году организация во главе с группой суданских офицеров, известная как Лига Белого Флага. Возглавляли группу Али Абдуллатиф и Абдул Фадил Алмаз.

## Отмена кондоминиума и путь к независимости
Несмотря на окончание оккупации Египта в 1936 году (за исключением зоны Суэцкого канала), британцы оставляли свои силы в Судане. Египетское правительство не раз повторяло об отмене соправительства, что британская оккупация незаконна, настаивало на признании Фарука I королём Египта и Судана, но британцы не желали это признавать. Британскую оккупацию Судана прекратила лишь июльская революция в Египте. После свержения монархии главами государств стали Мохаммед Нагиб, выросший в семье суданского офицера, и Гамаль Абдель Насер, считавший, что Египту необходимо отказаться от притязаний на Судан, чтобы покончить с британской оккупацией. Поскольку претензии Великобритании зависели от египетского суверенитета, то революционеры пришли к выводу, что их тактика не оставляет британцам выбора, кроме как уйти из Судана. В 1954 году правительства Великобритании и Египта подписали соглашение о признании независимости Судана. По британско-египетскому соглашению, с 1 января 1956 года Судан стал суверенным государством, что завершило 136-летний союз с Египтом и 55-летнее правление Великобритании.